# Nyakaledonienglasögonfågel
Nyakaledonienglasögonfågel (Zosterops xanthochroa) är en fågel i familjen glasögonfåglar inom ordningen tättingar.

## Utseende och läte
Nyakaledonienglasögonfågeln är en typisk glasögonfågel med grönaktig fjäderdräkt och tydlig vit ring kring ögat. Jämfört med gråryggig glasögonfågel är den mer enfärgad utan några andra kontraster i fjäderdräkten än öhonringen. Sången består av en ljus hes melodi och kontaktlätena är genomträngande och darrande.

## Utbredning och systematik
Fågeln förekommer i bergstrakter på Nya Kaledonien, Île des Pins och ön Maré. Den behandlas som monotypisk, det vill säga att den inte delas in i några underarter.

## Levnadssätt
Nyakaledonienglasögonfågeln är en vanlig fågel i fuktiga miljöer. I torrare och av människan mer påverkade områden ersätts den vanligen av gråryggig glasögonfågel.

## Status
Trots det begränsade utbredningsområdet och att den tros minska i antal anses beståndet vara livskraftigt av internationella naturvårdsunionen IUCN. 